# Rue Émile-Deslandres
Pour les articles homonymes, voir Deslandres.
La rue Émile-Deslandres est une voie située dans le quartier Croulebarbe du 13e arrondissement de Paris.

## Situation et accès
La rue Émile-Deslandres est desservie par la ligne 7 à la station Les Gobelins.

## Origine du nom
Elle porte le nom d'Émile Deslandres (1866-1935) qui fut conseiller municipal du quartier. 

## Historique

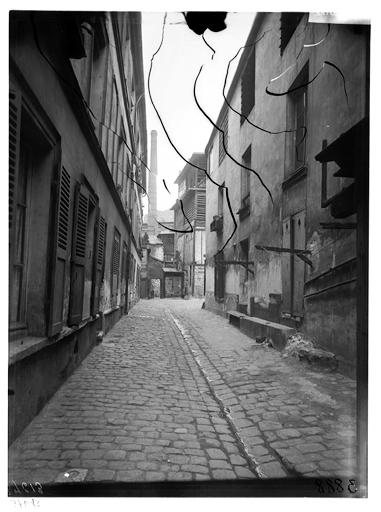
Ancien passage Moret vers 1900. Photo d'Eugène Atget

Cette rue est ouverte par un décret du 4 février 1925 sur une portion de l'ancien passage Moret et prend sa dénomination actuelle par un arrêté du 27 juillet 1936. Ce passage était situé dans la partie nord de l'île aux singes entre deux bras de la Bièvre. 
Ce secteur était jusqu'à sa rénovation au cours des années 1930, un quartier insalubre de maisons disparates habitées par les ouvriers des tanneries. 
Le passage Moret qui reliait la ruelle des Gobelins, actuelle rue Berbier-du-Mets à la rue des Cordelières était une voie étroite et sinueuse. 
Joris-Karl Huysmans décrit le passage : 

« (…) le passage Moret devient modérément sordide. L’on dirait, de ses appentis en lattes, de ses maisons de salive et de plâtre, des voitures de saltimbanque, dételées et privées de roues. Ces boîtes, coiffées de tôle, sont précédées, aux dehors, d’escaliers vermoulus, chancis, mous, dont les marches plient et suivent l’eau gardée, dès qu’on les touche. Aux lucarnes, dont les cadres inégaux culbutent, des chaussettes inouïes, qui par leur pointure étonnent, se balancent sous la neige animale des peaux, des chaussettes en gros fil, lie de vin, émaillées de reprises de couleur, épaisse comme des souches »

Le square René Le Gall occupe dans sa partie nord cet ancien quartier et au sud les anciens jardins des salariés de la Manufacture des Gobelins.
Le quartier alentour a fait l'objet en 1955 d'un plan de rénovation partiellement réalisé. L'ensemble de logements réalisé en 1966 entre le boulevard Arago et la rue Émile-Deslandres comprenant une des trois tours du quartier Croulebarbe est un élément de ce plan.

## Bâtiments remarquables et lieux de mémoire
- Les bâtiments du Mobilier national.
- Le square René-Le Gall.